# Örnflycht
Örnflycht var en svensk uradlig adelsätt med ursprung från Uppland, vilken utslocknade på 1800-talet.
Vapen Ättens vapen var två motsatta örnfjädrar på guld, snarlikt eller identiskt med Plataättens och Braheättens, men någon koppling till dessa ätter har inte bekräftats.
Ättens stamfar, Greger Djekn (två vingar) i Honungaby (Hånungby) i Vallby socken, Uppsala, var den förste i ätten, som anses ha fört två vingar i vapnet.
Hans son, Erik Gregersson i Tibble var väpnare och utfärdade brev i Simtuna 1415, som underhäradshövding i Simbo härad  (nu Simtuna härad) på Greger Djäkns (Örnflykts) i Håningsby vägnar.
Väpnaren Arent Persson till Granhammar och Ornäs, död senast 1548, vilken var en av de personer som förekommer i Gustav Vasas öden och äventyr i Dalarna. Han var gift med Barbro Stigsdotter som sägs har räddat livet på Gustav Vasa. Det påstås att Arent Persson skulle försökt övertala Måns Nilsson (Svinhufvud) att hjälpa honom förråda Gustav Eriksson (Vasa) som vilade ut hemma hos Arent, på flykt undan Kristian II. Nutida forskningsresultat tyder på att Arent inte alls förrådde Gustav Eriksson (Vasa). 
Ebba Göransdotter Örnflycht till Bronäs (död 24 mars 1582) gift sig med Knut Axelsson Posse.
Måns Uddeson Örnflycht till Granhammar och Boxtorp (1585-1657) gift med Märta Rosenquist. Huvudbaneret är uppsatt i Västra Ryds kyrka i Uppland.
Gustaf Adolf Örnflycht, född 1798 i Kölinge slöt ätten vid sin död 1863.